# Лейк-Ронконкома (Нью-Йорк)
Лейк-Ронконкома (англ. Lake Ronkonkoma) — переписна місцевість (CDP) в США, в окрузі Саффолк штату Нью-Йорк. Населення — 18 619 осіб (2020).

## Географія
Лейк-Ронконкома розташований за координатами 40°49′50″ пн. ш. 73°6′42″ зх. д. / 40.83056° пн. ш. 73.11167° зх. д. (40.830438, -73.111750).  За даними Бюро перепису населення США в 2010 році переписна місцевість мала площу 12,80 км², з яких 12,80 км² — суходіл та 0,01 км² — водойми.

## Демографія
Згідно з переписом 2010 року, у переписній місцевості мешкало 20 155 осіб у 6932 домогосподарствах у складі 4989 родин. Густота населення становила 1574 особи/км².  Було 7199 помешкань (562/км²).
Расовий склад населення:
| - 89,2 % — білих - 4,5 % — азіатів - 2,4 % — чорних або афроамериканців - 0,2 % — корінних американців - 1,9 % — осіб інших рас |

До двох чи більше рас належало 1,7 %. Частка іспаномовних становила 10,0 % від усіх жителів.
За віковим діапазоном населення розподілялося таким чином: 23,8 % — особи молодші 18 років, 62,5 % — особи у віці 18—64 років, 13,7 % — особи у віці 65 років та старші. Медіана віку мешканця становила 39,9 року. На 100 осіб жіночої статі у переписній місцевості припадало 94,6 чоловіків;  на 100 жінок у віці від 18 років та старших — 92,5 чоловіків також старших 18 років.
Середній дохід на одне домашнє господарство  становив 98 473 долари США (медіана — 87 296), а середній дохід на одну сім'ю — 114 252 долари (медіана — 106 229). Медіана доходів становила 71 654 долари для чоловіків та 51 130 доларів для жінок. За межею бідності перебувало 6,2 % осіб, у тому числі 5,4 % дітей у віці до 18 років та 10,1 % осіб у віці 65 років та старших.
Цивільне працевлаштоване населення становило 10 150 осіб. Основні галузі зайнятості: освіта, охорона здоров'я та соціальна допомога — 28,2 %, роздрібна торгівля — 9,4 %, фінанси, страхування та нерухомість — 9,0 %, будівництво — 8,8 %.